# Carey Lowell
Carey Lowell (Nova Iorque, 11 de fevereiro de 1961) é uma atriz norte-americana.
Na infância e adolescência, passou vários anos viajando com o pai, James Lowell, um geólogo famoso. Depois de terminar os estudos secundários, ela assinou contrato com a Ford Models em Nova Iorque e fez várias campanhas publicitárias para Ralph Lauren e Calvin Klein, antes de se tornar atriz.
Se tornou conhecida mundialmente em 1989 como Pam Bouvier, a principal bond girl de 007 Licença para Matar, último dos dois filmes de Timothy Dalton como James Bond e nos anos 90 como a promotora pública assistente Jamie Ross, do seriado de televisão Law & Order.
Carey casou-se em 2002 após anos de namoro com o ator Richard Gere, com quem tem um filho, Homer, nascido antes do casamento em 2000. Se separaram em setembro de 2013. Assim como o ex-marido, é uma grande ativista pela independência e preservação da cultura do Tibete, além de adepta do budismo.